# 1950 год
1950 (ты́сяча девятьсо́т пятидеся́тый) год  по григорианскому календарю — невисокосный год, начинающийся в воскресенье. Это 1950 год нашей эры, 10‑й год 5‑го десятилетия XX века 2‑го тысячелетия, 1‑й год 1950‑х годов. Он закончился 75 лет назад.
| Пн | Вт | Ср | Чт | Пт | Сб | Вс |
|    |    |    |    |    |    | 1  |
| 2  | 3  | 4  | 5  | 6  | 7  | 8  |
| 9  | 10 | 11 | 12 | 13 | 14 | 15 |
| 16 | 17 | 18 | 19 | 20 | 21 | 22 |
| 23 | 24 | 25 | 26 | 27 | 28 | 29 |
| 30 | 31 |    |    |    |    |    |

| Пн | Вт | Ср | Чт | Пт | Сб | Вс |
|    |    | 1  | 2  | 3  | 4  | 5  |
| 6  | 7  | 8  | 9  | 10 | 11 | 12 |
| 13 | 14 | 15 | 16 | 17 | 18 | 19 |
| 20 | 21 | 22 | 23 | 24 | 25 | 26 |
| 27 | 28 |    |    |    |    |    |

| Пн | Вт | Ср | Чт | Пт | Сб | Вс |
|    |    | 1  | 2  | 3  | 4  | 5  |
| 6  | 7  | 8  | 9  | 10 | 11 | 12 |
| 13 | 14 | 15 | 16 | 17 | 18 | 19 |
| 20 | 21 | 22 | 23 | 24 | 25 | 26 |
| 27 | 28 | 29 | 30 | 31 |    |    |

| Пн | Вт | Ср | Чт | Пт | Сб | Вс |
|    |    |    |    |    | 1  | 2  |
| 3  | 4  | 5  | 6  | 7  | 8  | 9  |
| 10 | 11 | 12 | 13 | 14 | 15 | 16 |
| 17 | 18 | 19 | 20 | 21 | 22 | 23 |
| 24 | 25 | 26 | 27 | 28 | 29 | 30 |

| Пн | Вт | Ср | Чт | Пт | Сб | Вс |
| 1  | 2  | 3  | 4  | 5  | 6  | 7  |
| 8  | 9  | 10 | 11 | 12 | 13 | 14 |
| 15 | 16 | 17 | 18 | 19 | 20 | 21 |
| 22 | 23 | 24 | 25 | 26 | 27 | 28 |
| 29 | 30 | 31 |    |    |    |    |

| Пн | Вт | Ср | Чт | Пт | Сб | Вс |
|    |    |    | 1  | 2  | 3  | 4  |
| 5  | 6  | 7  | 8  | 9  | 10 | 11 |
| 12 | 13 | 14 | 15 | 16 | 17 | 18 |
| 19 | 20 | 21 | 22 | 23 | 24 | 25 |
| 26 | 27 | 28 | 29 | 30 |    |    |

| Пн | Вт | Ср | Чт | Пт | Сб | Вс |
|    |    |    |    |    | 1  | 2  |
| 3  | 4  | 5  | 6  | 7  | 8  | 9  |
| 10 | 11 | 12 | 13 | 14 | 15 | 16 |
| 17 | 18 | 19 | 20 | 21 | 22 | 23 |
| 24 | 25 | 26 | 27 | 28 | 29 | 30 |
| 31 |    |    |    |    |    |    |

| Пн | Вт | Ср | Чт | Пт | Сб | Вс |
|    | 1  | 2  | 3  | 4  | 5  | 6  |
| 7  | 8  | 9  | 10 | 11 | 12 | 13 |
| 14 | 15 | 16 | 17 | 18 | 19 | 20 |
| 21 | 22 | 23 | 24 | 25 | 26 | 27 |
| 28 | 29 | 30 | 31 |    |    |    |

| Пн | Вт | Ср | Чт | Пт | Сб | Вс |
|    |    |    |    | 1  | 2  | 3  |
| 4  | 5  | 6  | 7  | 8  | 9  | 10 |
| 11 | 12 | 13 | 14 | 15 | 16 | 17 |
| 18 | 19 | 20 | 21 | 22 | 23 | 24 |
| 25 | 26 | 27 | 28 | 29 | 30 |    |

| Пн | Вт | Ср | Чт | Пт | Сб | Вс |
|    |    |    |    |    |    | 1  |
| 2  | 3  | 4  | 5  | 6  | 7  | 8  |
| 9  | 10 | 11 | 12 | 13 | 14 | 15 |
| 16 | 17 | 18 | 19 | 20 | 21 | 22 |
| 23 | 24 | 25 | 26 | 27 | 28 | 29 |
| 30 | 31 |    |    |    |    |    |

| Пн | Вт | Ср | Чт | Пт | Сб | Вс |
|    |    | 1  | 2  | 3  | 4  | 5  |
| 6  | 7  | 8  | 9  | 10 | 11 | 12 |
| 13 | 14 | 15 | 16 | 17 | 18 | 19 |
| 20 | 21 | 22 | 23 | 24 | 25 | 26 |
| 27 | 28 | 29 | 30 |    |    |    |

| Пн | Вт | Ср | Чт | Пт | Сб | Вс |
|    |    |    |    | 1  | 2  | 3  |
| 4  | 5  | 6  | 7  | 8  | 9  | 10 |
| 11 | 12 | 13 | 14 | 15 | 16 | 17 |
| 18 | 19 | 20 | 21 | 22 | 23 | 24 |
| 25 | 26 | 27 | 28 | 29 | 30 | 31 |

## События

### Научные
- Немецкий инженер Конрад Цузе собрал программируемую ЭВМ Z4.
- Исследовательская организация в Миннеаполисе представила первую коммерческую ЭВМ ERA 1101.
- 15 марта была зарегистрирована вспышка сверхновой звезды SN 1950B.
- 7 апреля начал ежегодно отмечаться Всемирный день здоровья.
- 17 июня — Чикагский хирург Ричард Лоулер за 45 минут выполнил первую операцию по пересадке почки человеку.
- Английский математик Алан Тьюринг предложил Тест Тьюринга для проверки, является ли ЭВМ разумной в человеческом смысле слова.
- Условная дата начала геологической эпохи Антропоцен.

### Политические
- Западный Берлин принял конституцию.

#### Январь
- 1 января — ВНР начала реализацию плана 1-й пятилетки[1].
- 3 января
  - Президент Индонезии Сукарно объявил о политике открытых дверей и привлечении в страну иностранного капитала.
  - На парламентских выборах в Королевстве Египте партия Вафд получила 228 мест из 319. Король Фарук I принял отставку премьер-министра Хусейна Сирри-паши[2].
- 7 января
  - При заходе на посадку под Свердловском разбился самолёт Ли-2. Погиб экипаж и все пассажиры, в том числе хоккейная команда ВВС МВО (Москва)[3].
  - США признали королевское правительство Лаоса[4].
- 9 января
  - Расстрел демонстрации рабочих в Модене. В результате столкновения с полицией убито 6 и ранено 30 человек[5]. На следующий день в знак протеста объявлена 24-часовая национальная забастовка[6].
- 12 января
  - Принят Указ Президиума Верховного Совета СССР «О применении смертной казни к изменникам родины, шпионам, подрывникам-диверсантам», допускающий для этих категорий преступников смертную казнь, отменённую в 1947 году.
  - Государственный секретарь США Дин Ачесон заявил, что Южная Корея не входит в «оборонительный периметр» США, и он ограничивается Японией, островами Рюкю и Филиппинами. Ачесон обвинил СССР в намерении отторгнуть у Китая Синьцзян, Маньчжурию и Внутреннюю Монголию.
  - Правительство Египта сформировал Мустафа Наххас-паша, лидер победившей на выборах партии Вафд[7].
- 13 января — доставлен в Варшаву переданный властям Польши бывший рейхскомиссар Украины Эрих Кох.
- 16 января — Абдул Халим сменил Мохаммада Хатту на посту премьер-министра Индонезии.
- 18 января — Вьетнам и Китай установили дипломатические отношения[8].
- 20 января — в Пхеньяне пленум Центрального комитета Единого демократического объединённого фронта Кореи принял обращение к народу страны свергнуть режим Ли Сын Мана на юге полуострова и объединить Корею.
- 23 января
  - Израильский кнессет провозгласил Иерусалим столицей Израиля[9] (до этого столицей был Тель-Авив, который Россия и большинство других стран до сих пор признают официальной столицей Израиля)[10].
  - Скоропостижно скончался лидер и глава правительства Народной Республики Болгарии Васил Коларов. Лидером страны временно стал Владимир Поптомов[11].
- 26 января — Индия провозглашена республикой, вступила в силу новая конституция. Генерал-губернатор Чакраварти Раджагопалачария передал функции главы государства Раджендре Прасаду, избранному 24 января первым президентом Индии[12].
- 27 января — премьер-министр Италии Альчиде де Гаспери сформировал новый кабинет. Прежнее правительство ушло в отставку 12 января после всеобщей забастовки.
- 30 января
  - СССР официально признал Демократическую Республику Вьетнам[13].
  - Премьер-министр Японии Сигэру Иосида заявил на открытии сессии парламента, что страна скоро вступит в период подъёма и оставляет за собой «право на самозащиту».
- 31 января — президент США Гарри Трумэн заявил, что отдал приказ начать производство водородной бомбы. С заявлением протеста против этого решения выступил Альберт Эйнштейн.

#### Февраль
- 1 февраля — председателем Совета Министров Народной Республики Болгарии избран Вылко Червенков.
- 4 февраля
  - Правительство Франции покинули министры-социалисты, после чего Жорж Бидо реорганизовал свой кабинет.
  - Правительство Соединённых Штатов Индонезии официально подтвердило право Индонезийской коммунистической партии на легальную деятельность[14].
- 9 февраля — американский сенатор Джозеф Маккарти объявил, что имеет список 205 коммунистов, работающих в государственном департаменте. Началась «охота на ведьм».
- 10 февраля — правительство Австрии открыто обвиняет СССР в преднамеренной задержке подготовки проекта договора о будущем Австрии.
- 12 февраля — основан Европейский союз радиовещания.
- 13 февраля — в Ираке официально объявлено о неудачной попытке начальника полиции страны Али Халида совершить переворот.
- 14 февраля — в Москве министры иностранных дел СССР и Китая А. Я. Вышинский и Чжоу Эньлай подписали Договор о дружбе, союзе и взаимной помощи между Союзом Советских Социалистических Республик и Китайской Народной Республикой сроком на 30 лет[15].
- 15 февраля — Юхо Кусти Паасикиви вновь избран президентом Финляндии.
- 19 февраля — парламентские выборы в Греции.
- 20 февраля — США разорвали дипломатические отношения с Народной Республикой Болгарией, после того как посол США Д. Хит на процессе Трайчо Костова был обвинён в антиправительственной деятельности.
- 21 февраля — в Венгерской Народной Республике завершён процесс по делу бывшего директора Будапештского радиотелефонного завода Имре Гейгера, обвинённого в шпионаже. После этого Венгрия потребовала отзыва из Будапешта большой группы сотрудников посольства Великобритании.
- 23 февраля
  - Парламентские выборы в Великобритании. Лейбористская партия сохранила большинство и остаётся у власти.
  - Во Франции Раймонда Дьен легла на рельсы вокзала Сен-Пьер-де-Кор в городе Тур и остановила состав с танками, отправленными на войну в Индокитае. Была арестована и осуждена.
- 25 февраля
  - Французская коммунистическая партия обвинила генерала Шарля де Голля и правительство Жоржа Бидо в подготовке «фашистского переворота».
  - В Венгерской Народной Республике открылся двухдневный I Всевенгерский съезд стахановцев[1].
- 27 февраля — Греция обвинила Албанию в подготовке греческих партизан.
- 28 февраля — премьер-министр Великобритании Клемент Эттли объявил состав своего нового кабинета.
- 28 февраля — совместное постановление Совета Министров СССР и ЦК ВКП(б) «О снижении государственных розничных цен».

#### Март
- 1 марта — решением Совета Министров СССР курс рубля повышен и исчисляется не от доллара США, как это делалось с 1937 года, а на золотой основе. Исчисление курса рубля по отношению к иностранным валютам прекращено, цена грамма золота составляет 4 рубля 45 копеек, доллар стоит 4 рубля.
- 2 марта — подал в отставку премьер-министр Финляндии Карл-Август Фагерхольм.
- 6 марта — тронной речью короля Георга VI открыта первая сессия избранного в феврале парламента Великобритании.
- 8 марта — СССР объявил о наличии атомной бомбы.
- 8 марта — драка депутатов от левых и правых партий в парламенте Франции во время обсуждения вопроса о доверии кабинету Жоржа Бидо. Вызваны жандармы. Утром вотум доверия получен.
- 10 марта — В. М. Молотов заявил на собрании избирателей Молотовского избирательного округа Москвы, что «в одном лагере с Советским Союзом стоят такие страны как Китайская Народная Республика и народно-демократические государства, население которых составляет 800 миллионов человек, то есть больше одной трети населения всего земного шара»[16].
- 12 марта
  - Прошли выборы в Верховный Совет СССР 3-го созыва.
  - В Бельгии на референдуме 57,68 % участников голосует за возвращение на трон короля Леопольда III, обвинённого в сотрудничестве с Гитлером[17].
  - Катастрофа Avro Tudor в Лландоу — крупнейшая на тот момент в мире (80 погибших).
- 16 марта
  - В Народной Республике Болгарии Варненский залив переименован в Сталинский залив, Варненское озеро и группа горных озёр в районе пика Сталина (ранее пик Мус-Алла) в Сталинские озёра.
- 19 марта — Постоянный комитет Всемирного конгресса сторонников мира в Стокгольме принял по инициативе Фредерика Жолио-Кюри воззвание к народам мира с осуждением применения атомного оружия и требованием его запрещения. В мире под воззванием было собрано около 500 миллионов подписей.
- 23 марта — в Лаосе введена всеобщая воинская повинность[18].
- 24 марта — в Италии учреждён неофашистский профсоюз CISNAL.
- 26 марта — в Югославии прошли выборы Союзного веча (парламента) и вече республик[19].
- 27 марта — Нидерланды и Индонезия признали КНР и разорвали связи с правительством Чан Кайши.

#### Апрель
- 2 апреля — начала дрейф в Северном Ледовитом океане советская научно-исследовательская станция Северный полюс-2[20].
- 4 апреля — взрыв в школе № 20 в селе Гыска Молдавской ССР.
- 8 апреля — в районе Лиепая советскими истребителями сбит нарушивший границу СССР самолёт ВВС США PB4Y-2 Privateer[англ.]. Погибли 10 членов экипажа[21].
- 15 апреля — массовые столкновения бастующих с французской полицией в Бресте. По обвинению в их организации арестованы и преданы суду трибунала два депутата Национального собрания Франции от коммунистической партии (Мари Ламбер[фр.] и Ален Синьор[фр.]). После волны массовых протестов они приговорены к условным срокам заключения[22].
- 17 апреля
  - В освобождённых районах Королевства Камбоджи открылся трёхдневный Национальный конгресс народных представителей, учредивший Национальный единый фронт Кхмера. Председателем Комитета национального освобождения избран Сон Нгок Минь[23].
  - В Китае 4-я полевая армия Линь Бяо, прошедшая путь от берегов реки Сунгари на севере страны до побережья Южно-Китайского моря, высадила десант на острове Хайнань[24].
- 28 апреля — Фредерик Жолио-Кюри смещён с поста верховного комиссара Франции по атомной энергии после того, как он заявил на XII съезде Французской коммунистической партии, что никогда не поставит свою научную работу на службу войне[25].
- 30 апреля — 119-я и 120-я пехотные дивизии Народно-освободительной армии Китая полностью овладели островом Хайнань. Остатки гоминьдановской армии генерала Сюэ Юэ эвакуировались на Тайвань через порт Юйлинь[24].

#### Май
- 5 мая — в Бангкоке состоялась торжественная коронация короля Таиланда Пумипона Адульядета под именем Рамы IX. Пумипон Адульядет занял престол в 1946 году[26]
- 6 мая — скончался президент Никарагуа Виктор Роман-и-Рейес. На следующий день пост президента занял генерал Анастасио Сомоса, обладавший реальной властью в стране[27].
- 10 мая — в Республике Гаити произошёл государственный переворот, в результате которого был свергнут президент Дюмарсе Эстиме, пытавшийся изменить конституцию для переизбрания на новый срок. К власти пришла военная хунта во главе с Франком Лаво[28].
- 12 мая
  - Парламентские выборы в Турции. Победу одержала Демократическая партия Аднана Мендереса, получившая 416 из 487 в Великом национальном собрании (55,2 % голосов).
  - В Италии принят первый закон об аграрной реформе, предусматривавший ограничение крупного землевладения за большой выкуп (дополнен законом от 21 октября 1950 года)[29].
- 13 мая — состоялась первая гонка в истории чемпионатов мира по автогонкам в классе автомобилей Формула-1 — Гран-при Великобритании 1950 года[30].
- 17 мая — забастовка парижской полиции.
- 19 мая — правительства Соединённых Штатов Индонезии и Республики Индонезия подписали соглашение о создании единого унитарного государства[31].
- 22 мая — президентом Турции избран Махмуд Джеляль Баяр, сменивший Исмета Инёню. Премьер-министром назначен Аднан Мендерес.
- 31 мая — созвано двухдневное заседание Центрального руководства Венгерской партии трудящихся, на котором рассмотрены вопросы ускоренного развития экономики и борьбы с «клерикальной реакцией»[1].
- В мае в районе Чукотки в воздушном бою двух самолётов ВВС США «F-51 Mustang» с двумя самолётами ВВС СССР «Ла-11» 1 самолёт ВВС СССР был повреждён, 1 самолёт ВВС США сбит, судьба пилота неизвестна[21].

#### Июнь
- 3 июня — французская гималайская экспедиция, возглавляемая Морисом Эрцогом, впервые покорила горную вершину высотой более 8000 метров. На Аннапурну I взошли Эрцог и Луи Лашеналь.
- 4 июня — ушло в отставку правительство Сирии во главе с Халедом аль-Азме (Национальный блок). Новый кабинет сформировал Назим аль-Кудси (Народная партия).
- 5 июня — постановление ЦК ВКП(б) «О недостатках в работе ЦК КП(б)М», приведшее в июле к отставке руководства Молдавской ССР во главе с партийным лидером республики Николаем Ковалём, заменённым на Л. И. Брежнева[32].
- 6 июня
  - Лидеры ГДР и Польши подписали Варшавскую декларацию об урегулировании вопросов о границе[33].
  - Закончилась провалом миссия начальника Имперского генерального штаба Великобритании фельдмаршала Уильяма Слима в Египет, где он пытался убедить правительство Мустафы ан-Наххаса сохранить в стране британское военное присутствие[34].
  - Египетский журнал «Роз ль-Юсеф» опубликовал статью Исхана Абдель Куддуса о махинациях при закупках оружия во время войны с Израилем. Независимая печать Египта развернула кампанию критики королевского режима, обвиняя его в коррумпированности и в поражении в войне[35].
  - Глава миссии США заявил в Сайгоне, что экономическая помощь Вьетнаму, Лаосу и Камбодже составит 23,5 миллиона долларов.
- 8 июня — введено чрезвычайное положение на железных дорогах КНДР, гражданским лицам запрещено пользоваться железнодорожным транспортом.
- 15 июня — в Венгерской Народной Республике принят закон о создании комитатских Советов и Будапештского городского Совета по образцу СССР, вместо традиционных муниципалитетов[1].
- 22 июня — командир 4-й пехотной дивизии армии КНДР Ли Квон Му получил оперативный приказ о начале фронтального наступления в район Сеула.

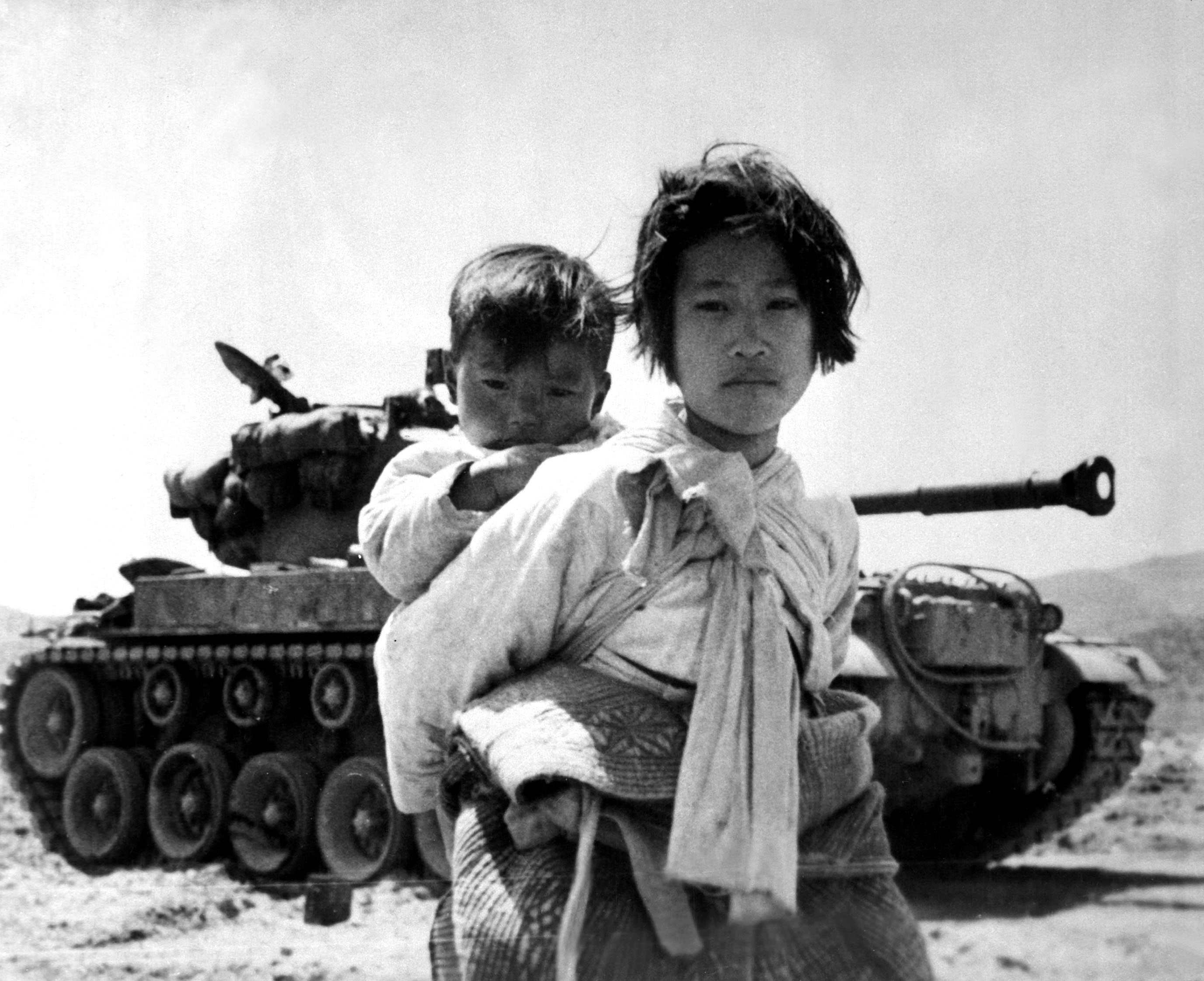
25 июня: началась Корейская война.

- 23 июня — Катастрофа DC-4 на озере Мичиган.
- 24 июня
  - Ушло в отставку получившее вотум недоверия в Национальном собрании правительство Франции во главе с христианским демократом Жоржем Бидо[36].
  - Перонистское большинство Конгресса Аргентины отклонило закон о запрете Коммунистической партии Аргентины[37].
- 25 июня — Северная Корея начала войну против Южной Кореи с целью объединения корейского полуострова и установления над ним своего контроля.
- 27 июня — США ввели 7-й флот в Тайваньский пролив и взяли остров Тайвань под военный контроль[38].
- 28 июня — войска Северной Кореи заняли столицу Юга город Сеул. Правительство Ли Сын Мана бежало в город Тайден[39].
- 30 июня
  - В Китайской Народной Республике вступил в силу Закон об аграрной реформе от 28 июня, ликвидировавший феодальное землевладение[29]. К 1952 году между 300 млн китайских крестьян были распределены свыше 47 млн гектар обрабатываемой земли[40].
  - Формирование правительства Франции поручено радикалу Анри Кею.

#### Июль
- 1 июля — президент США Гарри Трумэн подписал новый закон о воинской повинности, который дал ему право в любой момент призвать в армию военнообязанных от 19 до 26 лет.
- 2 июля — во Франции сформирован кабинет радикала Анри Кея[36].
- 3 июля — начата чистка в рядах Коммунистической партии Китая.
- 4 июля
  - Армия Северной Кореи захватила аэродром ВВС США в Сувоне и вскоре вступила в прямое соприкосновение с войсками США, прибывшими в Южную Корею под флагом ООН для защиты её от агрессии.
  - Ушло в отставку правительство Франции во главе с Анри Кеем, не получившее вотум доверия в парламенте[36].
  - Принята новая редакция Конституции Народной Республики Албании. Уточнены классовая природа НРА, положение народных советов в системе органов государственной власти, экономическая основа республики, внесены другие поправки, касающиеся государственного устройства и прав граждан[41][42].
- 6 июля
  - Отто Гротеволь и Юзеф Циранкевич подписали Згожелецкий договор о демаркации границы между ГДР и ПНР по Одеру — Нейсе[33].
  - Ким Ир Сен назначен главнокомандующим вооружёнными силами КНДР.
- 12 июля — сформировано новое правительство Франции во главе с Рене Плевеном[36].
- 15 июля — в Турции после 12 лет заключения из тюремной больницы освобождён по амнистии поэт-коммунист Назым Хикмет.
- 22 июля — отстранённый от престола король Бельгии Леопольд III прибыл в Брюссель, что вызвало в стране недовольство[17].
- 23 июля
  - В Китайской Народной Республике издана Директива о подавлении контрреволюционной деятельности, предусматривающая смертную казнь или длительные сроки заключения за бандитизм, убийства, кражи, саботаж и подстрекательство. Те же меры предусмотрены для профессиональных уголовников и лиц, их укрывающих и им способствующих.
  - Катастрофа C-46 под Мертл-Бич — крупнейшая в Южной Каролине (39 погибших)[43][44].
- 27 июля — правительство Индонезии запретило заход в порты страны военным судам держав, участвующих в Корейской войне.
- 29 июля — в Бельгии началась двухдневная всеобщая забастовка протеста против возвращения в страну короля Леопольда III[17].
- 30 июля — Катастрофа Ил-12 в Караганде.
- 31 июля — на станции Маньчжурия СССР передал Китайской Народной Республике бывшего императора Пу И и его брата Пу Цзе. Они доставлены в г. Фушунь в тюрьму для военных преступников[45].

#### Август
- 1 августа — король Бельгии Леопольд III объявил о передаче престола своему сыну Бодуэну[17].
- 5 августа — начинаются бои между индонезийцами и голландским гарнизоном города Макассара, центра острова Целебес.
- 11 августа — в Сайгон прибыла первая партия помощи США.

- 15 августа

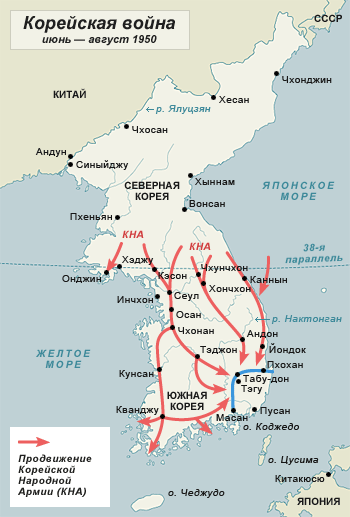
Корейская война: армия Северной Кореи в августе выходит на рубеж реки Нактонган на юге Корейского полуострова.

  - В Джакарте объявлено об упразднении Соединённых Штатов Индонезии, состоявших из 16 государств, и о провозглашении единой Республики Индонезия. Президент Сукарно одобряет временную конституцию[31].
  - В Лаосе в джунглях провинции Хуапхан завершился трёхдневный Национальный съезд представителей народа Лаоса, создавший Фронт освобождения Лаоса во главе с принцем Суфанувонгом[46].
- в Венгерской Народной Республике сформированы окружные, городские и районные Советы[1].
- 16 августа — состоялось первое заседание современного индонезийского парламента — Совета народных представителей.
- 17 августа — «резня на высоте 303». Северокорейские солдаты расстреляли 41 пленного американского военнослужащего.

#### Сентябрь
- 1 сентября — Корейская война: армия Северной Кореи начала операцию по форсированию реки Нактонган.
- 6 сентября — в Индонезии сформировано правительство во главе с лидером партии Машуми Мохаммадом Натсиром (до 26 апреля 1951 года)[14].
- 15 сентября — Корейская война: южная коалиция начала операцию «Хромит». В её ходе был высажен американский десант в порту города Инчхон близ Сеула.
- 19 сентября — в Бангкоке председатель Совета Министров Таиланда фельдмаршал Пибунсонграм и посол США Э. Ф. Стэнтон подписали соглашение Об экономическом и техническом сотрудничестве, предусматривавшее широкую американскую помощь Таиланду[47].
- 23 сентября
  - По закону Маккарена — Вуда коммунистам запрещено выбираться на государственные посты, в руководство профсоюзов, выезжать за границу.
  - Индонезия принята в ООН[14].
- 27 сентября — в Аргентине принят Закон о борьбе с саботажем и шпионажем, который предусматривал до 8 лет тюрьмы для тех, кто «провоцирует тревогу или влияет на снижение общественного духа, причиняя ущерб нации»[48].
- 28 сентября — Корейская война: силы ООН овладели Сеулом, выбив оттуда северокорейские войска.

#### Октябрь
- 1 октября — в Ленинграде расстреляны бывший секретарь ЦК ВКП(б) генерал-лейтенант А. А. Кузнецов, бывший Председатель Совета Министров РСФСР М. И. Родионов, бывший партийный руководитель Ленинграда П. С. Попков и другие фигуранты Ленинградского дела.
- 5 октября — всеобщая забастовка в ряде земель Австрии[49].
- 8 октября
  - Корейская война: генерал Пэн Дэхуай назначен командующим силами китайских народных добровольцев в Корее[50].
  - В Республике Гаити военная хунта провела президентские выборы, на которых победил член правящего триумвирата и министр внутренних дел полковник Поль Эжен Маглуар.
- 10 октября — подал в отставку министр внутренних дел ФРГ Густав Хайнеман, не согласный с планами перевооружения Германии.
- 11 октября — Корейская война: после серии боёв в районе бывшей границы двух государств силы южной коалиции снова перешли в наступление в сторону Пхеньяна.
- 17 октября — в Бангкоке председатель Совета Министров Таиланда фельдмаршал Пибунсонграм и посол США Э. Ф. Стэнтон подписали соглашение О военной помощи, предусматривавшее американо-таиландское военное сотрудничество и реорганизацию армии Таиланда при участии советников из США[47].
- 18 октября — Хо Ши Мин распространил послание к армии, поздравляя её с победой над французскими войсками при Донг Кхе Тхат и Каобанге.
- 22 октября — в Венгерской Народной Республике прошли первые выборы в Советы[1].
- 25 октября — Корейская война: началось первое наступление 270-тысячной китайской армии под командованием генерала Пэн Дэхуая, вмешательство коммунистического Китая в войну на стороне Северной Кореи.
- 28 октября — в СССР завершился начавшийся 25 октября полёт аэростата «СССР ВР-79». Его экипаж совершил перелёт из Москвы в Казахстан за 84 часа 24 минуты, пролетев по прямой 3200 километров[51].

#### Ноябрь
- 3 ноября — на склоне Монблана разбился самолёт Lockheed L-749A Constellation «Malabar Princess» компании Air-India, погибли 48 человек.
- 11 ноября — в КНР распространено Совместное заявление Военно-административного комитета Юго-Западного Китая и командования НОАК в Юго-Западном Китае о политике в Тибете. Декларированы свобода вероисповедания, охрана храмов, развитие экономики и сохранение административной и военной систем Тибета.
- 13 ноября — похищен и убит при невыясненных обстоятельствах глава военной хунты Венесуэлы генерал Карлос Дельгадо Чальбо. 27 ноября решением командования армией новым главой государства стал бывший посол в Перу адвокат Херман Суарес Фламерич[52].
- 15 ноября — в Аргентине началась забастовка железнодорожных рабочих, продлившаяся около года[53].
- 26 ноября — 13 декабря — Корейская война: битва у Чхосинского водохранилища, китайцами был разбит полк 7-й пехотной дивизии США.

#### Декабрь
- 6 декабря — на пост президента Республики Гаити вступил Поль Эжен Маглуар[54].
- 14 декабря — образовано Управление Верховного комиссара ООН по делам беженцев.
- 23 декабря — в Сайгоне правительство Вьетнама во главе с Бао Даем, королевские правительства Лаоса и Камбоджи, правительства США и Франции подписали Соглашение о помощи для совместной обороны в Индокитае[55].
- 25 декабря
  - Созвано Национальное учредительное собрание Ливии, которое должно было выработать конституцию страны в преддверии её независимости[56].
  - Из тюрьмы форта «А» в Бордо освобождена Раймонда Дьен, остановившая в феврале состав с танками, отправленными на войну в Индокитае.
- 26 декабря — на Дальнем Востоке сбит нарушивший советскую границу самолёт-разведчик ВВС США RB-29. Экипаж пропал без вести[21].
- 27 декабря — Катастрофа Ли-2 на хребте Каратау.
- 28 декабря — Государственный Административный Совет Центрального народного правительства КНР приказом запретил вход судов США в порты Китая, временно взял под контроль все активы и кредиты США, заморозил все валютные вклады в банках КНР в ответ на решение США установить контроль над государственными и частными активами КНР на территории их юрисдикции.

### Без точных дат
- Летом состоялся первый фестиваль «Seafair»[57].
- Первая поездка гиробуса в Швейцарии.
- Началось строительство Новосибирской ГЭС.

## Персоны года
Человек года по версии журнала Time — Американский солдат (участие в войне в Корее; абстрактный лауреат).

## Родились

### Январь
- 18 января — Борис Невзоров, советский и российский актёр и режиссёр (ум. в 2022).
- 21 января — Леонид Косаковский, украинский политик, городской голова Киева 1993—1998, народный депутат Украины 1998—2002.
- 23 января — Ричард Дин Андерсон, американский актёр.
- 24 января — Даниэль Отёй, французский актёр.

### Февраль
- 12 февраля — Майкл Айронсайд, канадский киноактёр, актёр озвучивания, продюсер, режиссёр и сценарист.
- 16 февраля — Тодд Маккарти, американский кинокритик, лауреат Прайм-таймовой премии «Эмми» (1991).

### Март
- 19 марта — Надежда Бабкина, советская и российская певица, основатель и бессменный руководитель ансамбля «Русская песня».
- 24 марта — Александр Буйнов, советский и российский певец, народный артист Российской Федерации.
- 25 марта — Борис Бурда, телеведущий, бард, знаток игры «Что? Где? Когда?».
- 30 марта — Робби Колтрейн, шотландский кино- и телеактёр, комик, сценарист, продюсер.

### Апрель
- 5 апреля — Агнета Фэльтскуг, шведская певица, композитор, участница группы ABBA.
- 18 апреля — Григорий Соколов, советский и российский пианист, победитель Международного конкурса имени П. И. Чайковского (1966).
- 20 апреля — Александр Лебедь, советский и российский политик, генерал (ум. в 2002).

### Май
- 3 мая — Мэри Хопкин, певица.
- 8 мая — Сумера, Лепо — эстонский композитор.
- 13 мая — Стиви Уандер, американский соул-певец, композитор и мультиинструменталист.
- 17 мая — Валерия Новодворская, диссидент (ум. 2014).

### Июнь
- 5 июня – Покровская Татьяна Николаевна, советский и российский тренер, главный тренер сборной России по синхронному плаванию (с 1998 года).
- 11 июня — Бьярне Страуструп, учёный и программист, создатель языка программирования C++.
- 17 июня — Ли Тамахори, новозеландский кинорежиссёр.
- 18 июня — Аннели Эрхардт, восточногерманская (ГДР) легкоатлетка, барьеристка, чемпионка Олимпийских игр (1972), чемпионка Европы (1974) (ум. 2024).
- 22 июня — Зенонас Пятраускас, литовский юрист-международник, учёный правовед, специалист в области международного права, бывший заместитель министра иностранных дел Литвы (умер 2009).
- 26 июня — Яак Йоала, советский и эстонский эстрадный певец (умер 2014).

### Июль
- 8 июля — Константин Райкин, советский и российский актёр театра и кино.
- 9 июля — Виктор Янукович, украинский политик, премьер-министр (2002—2004), с 25 февраля 2010 года — президент Украины.
- 12 июля — Эрик Карр, американский барабанщик, участник группы Kiss 1980 — 1991.
- 16 июля — Валерий Максименко, русский космонавт- и лётчик-испытатель 1-го класса.
- 18 июля — Ричард Брэнсон, английский миллиардер.
- 31 июля — Лейн Дэвис, американский актёр, режиссёр.

### Август
- 6 августа — Дэвид Гамбург, американский и российский продюсер, актёр, режиссёр, сценарист; продюсер и автор документального фильма «Криминальная Россия».
- 11 августа — Стив Возняк, программист, сотрудник фирмы Apple(1976-1985).
- 30 августа — Юрий Шичалин, российский филолог-классик.

### Сентябрь
- 1 сентября — Михаил Фрадков, советский и российский политик, премьер-министр Российской Федерации (2004—2007).
- 6 сентября — Владимир Ерёмин, советский и российский актёр, сценарист, продюсер, телеведущий.
- 7 сентября — Джулия Кавнер, американская актриса.
- 21 сентября 
  - Билл Мюррей, американский актёр («Охотники за привидениями», «Охотники за привидениями 2»).
  - Александр Воеводин, советский и российский актёр театра и кино, Заслуженный артист Российской Федерации (2003).
- 22 сентября — Геннадий Егоров, советский и российский актёр театра и кино, режиссёр, Заслуженный работник культуры Российской Федерации (1995).
- 30 сентября — Лаура Эскивель, мексиканская писательница.

### Октябрь
- 6 октября — Дэвид Брин, американский писатель-фантаст.
- 31 октября — Джон Кэнди, канадский киноактёр, комедиант, сценарист и продюсер (ум. 1994).
- 25 октября — Людмила Ростомашвили, российский тифлопедагог, доктор педагогических наук, профессор, основатель нового направления в области адаптивного физического воспитания детей с множественными нарушениями развития.

### Ноябрь
- 7 ноября — Игорь Дьяконов, советский и российский дипломат.
- 7 ноября — Наталья Ченчик, советская актриса (ум. 2000).
- 18 ноября — Ёсиаки Кавадзири, японский аниме-режиссёр, аниматор, сценарист (фильмы Город чудищ,Манускрипт ниндзя, D: Жажда крови).
- 30 ноября — Маргарет Уиттон[англ.], американская киноактриса.

### Декабрь
- 9 декабря —  Чары Гелдимурадов туркменский журналист, переводчик, писатель и редактор.
- 12 декабря — Александр Пожаров, актёр театра и кино, народный артист Российской Федерации, создатель образа Шуры Каретного.
- 15 декабря — Борис Грызлов, российский политик, председатель государственной думы четвёртого и пятого созывов (2003—2011).
- 16 декабря — Николай Богомолов, российский литературовед.
- 23 декабря — Висенте Дель Боске, испанский футболист и тренер.
- 30 декабря — Страуструп, Бьёрн создатель языка C++

## Скончались
- 8 января — Ефим Михайлович Чепцов, советский живописец и педагог, заслуженный деятель искусств РСФСР (род. 1874).
- 23 января — Васил Коларов, болгарский коммунист, Временный Председатель Народной Республики Болгарии в 1946—1947 годах, премьер-министр Болгарии и руководитель Генерального секретариата Болгарской коммунистической партии в 1949—1950 годах (род. 1877).
- 19 марта — Эдгар Райс Берроуз, американский писатель-фантаст, оказавший сильнейшее влияние на развитие жанров фэнтези и приключенческой фантастики, автор книг о Тарзане, Джоне Картере и Карсоне Нейпире (родился 1875).
- 10 апреля — Февзи Чакмак, турецкий полководец и премьер-министр Турции.
- 14 апреля — Рамана Махарши, индийский религиозный деятель и философ.
- 24 июня — Иван Сергеевич Шмелёв, русский писатель, публицист, православный мыслитель («Гражданин Уклейкин», «Человек из ресторана», «Солнце мёртвых», «Богомолье», «Лето Господне»).
- 1 июля — Эмиль Далькроз, швейцарский композитор и педагог.
- 21 июля — Джон Вудз, американский военнослужащий, известный, как палач приведший в исполнение смертные приговоры Нюрнбергского и Токийского процессов, над военными преступниками (род. 1911).
- 5 августа — Эмиль Абдергальден, немецкий биохимик и физиолог.
- 24 августа — Артуро Фортунато Алессандри Пальма, президент Чили в 1920—1925 годах и в 1932—1937 годах (род. 1868).
- 29 октября — Густав V, король Швеции с 8 декабря 1907 года.
- 6 ноября — Минко Генов, болгарский литературный критик и историк литературы (род. 1880).
- 3 декабря — Павел Петрович Бажов, автор уральских сказов (род. 1879).
- 5 декабря — Шри Ауробиндо, индийский философ, поэт, революционер и организатор национально-освободительного движения Индии, йогин, гуру и основоположник интегральной йоги.

## Нобелевские премии
- Физика — Сесил Фрэнк Пауэлл — «За разработку фотографического метода исследования ядерных процессов и открытие мезонов, осуществлённое с помощью этого метода».
- Химия — Отто Поль Херманн Дильс и Курт Альдер — «За открытие и развитие диенового синтеза».
- Медицина и физиология — Эдуард Кендалл, Тадеуш Рейхштейн и Филип Хенч — «За открытия, касающиеся гормонов коры надпочечников, их структуры и биологических эффектов».
- Литература — Бертран Рассел — «Как один из самых блестящих представителей рационализма и гуманизма, бесстрашный борец за свободу слова и свободу мысли на Западе».
- Премия мира — Ральф Банч — «За переговоры по арабо-израильскому примирению в 1949 году».